# يعود رمح أوانغ إلى دايانغ
يعود رمح أوانغ إلى دايانغ (بالملايوية: Lembing Awang Pulang Ke Dayang)‏ هو فيلم دراما ماليزي تم إصداره في 22 أكتوبر 2009. هذا الفيلم من بطولة فريد كامل.

## طاقم العمل
- فريد كامل

## روابط خارجية
- يعود رمح أوانغ إلى دايانغ على موقع IMDb (الإنجليزية)
- يعود رمح أوانغ إلى دايانغ على موقع قاعدة بيانات الفيلم (الإنجليزية)
- يعود رمح أوانغ إلى دايانغ على موقع ليتربوكسد (الإنجليزية)
- يعود رمح أوانغ إلى دايانغ على موقع كينوبويسك (الروسية)